# Listrognathus rufus
Listrognathus rufus là một loài tò vò trong họ Ichneumonidae.